# Compressiealgoritme
Een compressiealgoritme is een algoritme dat gebruikt wordt voor datacompressie. Het is te verdelen in verliesvrije (lossless) en niet-verliesvrije (lossy) algoritmen.
Uit een met een verliesvrij algoritme gecomprimeerd bestand kan het originele bestand weer identiek gedecomprimeerd ('geëxpandeerd') worden; er gaat daarbij niets aan informatie verloren. Voorbeelden hiervan zijn LZW-compressie en Deflate.
In tegenstelling tot een algoritme zonder kwaliteitsverlies, gooit een algoritme met verlies informatie weg. De informatie die bij compressie met verlies wordt weggegooid, is idealiter niet zichtbaar (bij plaatjes: JPEG) of hoorbaar (bij muziek: MP3, ogg). Vaak geldt echter: hoe groter de compressie, hoe meer kwaliteitsverlies. Maar ook: hoe beter het algoritme, hoe groter de compressie kan zijn met hetzelfde verlies aan kwaliteit.